# Портелли, Карло
Карло Портелли, также Портеолли или Карло ди Галеотто Партелли да Лоро (итал. Carlo Portelli, Porteolli, Carlo di Galeotto Partelli da Loro; 1510-е — 15 октября 1574, Флоренция) — итальянский живописец периода маньеризма флорентийской школы.

## Биография
Согласно прозванию «Лоро» можно предположить, что художник родился в селении Лоро в долине Вальдарно (Тоскана) либо в Лоро-Чуффенна, в районе Ареццо. Согласно «Жизнеописаниям» Джорджо Вазари он учился живописи у Ридольфо дель Гирландайо во Флоренции. Талант Карло, вероятно, унаследовал от матери, Вероники Портелли, способной, но относительно малоизвестной художницы XV века. Известно имя его отца, Галеотто ди Пьеро Портелли, и его брата Пьеро, который был нотариусом. Первые документальные известия о Карло относятся к 1533 году, когда Карло и Пьеро вместе жили во Флоренции, недалеко от Порта Романа, и управляли владениями, унаследованными от отца.
В 1535 году Карло Портелли закончил обучение и был принят в «Общество Святого Луки» (Compagnia di San Luca), а в 1545 году — в цех аптекарей (Arte dei Medici e Speziali), два профессиональных сообщества, действовавших до создания Гильдии Святого Луки и основания Академии рисунка во Флоренции. Карло Портелли был женат на Люсии, имел сына Алессандро, который также занимался живописью.
Карло Портелли написал несколько алтарных картин для церквей Флоренции, в том числе для церкви Санта-Мария-Маджоре. Способности художника заметил Джорджо Вазари, под руководством которого Портелли участвовал в работах по оформлению Студиоло Франческо I в Палаццо Веккьо.
Он умер незадолго до 15 октября 1574 года и был похоронен в церкви Сан-Панкрацио.

## Галерея
- Мадонна с младенцами Христом, Иоанном Крестителем и Святой Маргаритой. 1565. Дерево, масло. Художественный музей Принстонского университета, Нью-Джерси, США
- Мадонна с младенцами Христом, Иоанном Крестителем и Святой Анной. Дерево, масло. Частное собрание
- Милосердие. Между 1550 и 1560. Дерево, масло. Прадо, Мадрид
- Мученичество Святого Ромула. Между 1560 и 1570. Холст, масло. Монастырь Святой Марии Магдалины, Флоренция
- Диспута о Непорочном зачатии. 1555. Холст, масло. Церковь Санта-Кроче, Флоренция
- Святое семейство с младенцем Иоанном. Дерево, масло. Частное собрание
- Милосердие. Между 1550 и 1560. Дерево, масло. Боннефантенмузеум, Маастрихт
- Мадонна, обучающая Христа читать. Дерево, масло. Частное собрание